# Toka
Toka est une île de l'atoll d'Ebon, dans les Îles Marshall. Elle est située à l'est de l'atoll et est habitée.

## Éducation
L'île comporte une école élémentaire, la Toka Elemetary School.